# Four Nations Chess League 2011/12
Die Saison 2011/12 war die 19. Spielzeit der Four Nations Chess League (4NCL).
Die Wood Green Hilsmark Kingfisher wurden überlegen Meister, absteigen mussten Oxford, The ADs, Bristol und die Anglian Avengers.
Zu den gemeldeten Mannschaftskadern siehe Mannschaftskader der Four Nations Chess League 2011/12.

## Spieltermine
Die Wettkämpfe fanden statt am 12. und 13. November 2011, am 14. und 15. Januar 2012, am 11. und 12. Februar 2012, am 31. März und 1. April 2012 und vom 5. bis 7. Mai 2012. Alle Runden wurden zentral ausgerichtet, und zwar die beiden ersten in Staverton, die fünfte und sechste in Ascot und alle übrigen in Hinckley.

## Vorrunde

### Gruppeneinteilung
Die 16 Mannschaften wurden wie folgt in die zwei Vorrunden eingeteilt:
| Pool A                               | Pool B                                |
| ------------------------------------ | ------------------------------------- |
| Wood Green Hilsmark Kingfisher I (2) | White Rose Chess (3)                  |
| Blackthorne Russia (5)               | Cheddleton (4)                        |
| Guildford A&DC I (7)                 | Barbican Chess Club I (6)             |
| e2e4.org.uk (8)                      | Wood Green Hilsmark Kingfisher II (9) |
| The ADs (11)                         | Cambridge University (10)             |
| Barbican Chess Club II (12)          | Oxford (13)                           |
| Anglian Avengers (A2)                | Jutes of Kent (A1)                    |
| Bristol (A3)                         | Guildford A&DC II (A4)                |

Anmerkung: In Klammern ist die Vorjahresplatzierung angegeben, ist dieser ein „A“ vorangestellt, so handelt es sich um die Vorjahresplatzierung eines Aufsteigers in der Division 2. Blackthorne Russia startete im Vorjahr als Betsson.com.

### Pool A
Drei Qualifikationsplätze für den Championship Pool waren vor der letzten Runde an die ersten Mannschaften der Wood Green Hilsmark Kingfisher und Guildford A&DC sowie an die zweite Mannschaft des Barbican Chess Club vergeben, den letzten Startplatz im Championship Pool sicherte sich e2e4.org.uk durch einen Sieg gegen den direkten Konkurrenten The ADs. Im Demotion Pool mussten neben The ADs Blackthorne Russia und die beiden Vorjahresaufsteiger Anglian Avengers und Bristol spielen. Die besten Ausgangsposition für den Championship Pool erspielte sich Wood Green Hilsmark Kingfisher mit 6:0 Punkten, während Guildford A&DC 3:3 Punkte in die Endrunde übernahm, e2e4.org.uk 2:4 Punkte und Barbicans zweite Mannschaft 1:5 Punkte.
In den Demotion Pool übernahm The ADs 5:1 Punkte, Blackthorne Russia 4:2 Punkte, Bristol 2:4 Punkte und die Anglian Avengers 1:5 Punkte.

#### Abschlusstabelle
| Pl. | Verein                                       | Sp | G | U | V | MP   | Brett-P.  |
| --- | -------------------------------------------- | -- | - | - | - | ---- | --------- |
| 01. | Wood Green Hilsmark Kingfisher I. Mannschaft | 7  | 7 | 0 | 0 | 14:0 | 44,0:12,0 |
| 02. | Guildford A&DC I. Mannschaft                 | 7  | 5 | 1 | 1 | 11:3 | 40,0:16,0 |
| 03. | Barbican Chess Club II. Mannschaft           | 7  | 4 | 1 | 2 | 9:5  | 28,0:28,0 |
| 04. | e2e4.org.uk                                  | 7  | 4 | 0 | 3 | 8:6  | 23,5:32,5 |
| 05. | The ADs                                      | 7  | 2 | 1 | 4 | 5:9  | 21,5:34,5 |
| 06. | Blackthorne Russia                           | 7  | 2 | 0 | 5 | 4:10 | 25,0:31,0 |
| 07. | Anglian Avengers (N)                         | 7  | 1 | 1 | 5 | 3:11 | 21,0:35,0 |
| 08. | Bristol (N)                                  | 7  | 0 | 2 | 5 | 2:12 | 21,0:35,0 |

#### Entscheidungen
|     | Teilnehmer am Championship Pool: Wood Green Hilsmark Kingfisher I. Mannschaft, Guildford A&DC I. Mannschaft, Barbican Chess Club II. Mannschaft, e2e4.org.uk |
|     | Teilnehmer am Demotion Pool: The ADs, Blackthorne Russia, Anglian Avengers, Bristol                                                                          |
| (N) | Aufsteiger der letzten Saison |

#### Kreuztabelle
| Ergebnisse | Ergebnisse                                   | 01. | 02. | 03. | 04. | 05. | 06. | 07. | 08. |
| ---------- | -------------------------------------------- | --- | --- | --- | --- | --- | --- | --- | --- |
| 01.        | Wood Green Hilsmark Kingfisher I. Mannschaft |     | 5½  | 7   | 5½  | 8   | 6   | 5   | 7   |
| 02.        | Guildford A&DC I. Mannschaft                 | 2½  |     | 4   | 8   | 6½  | 5½  | 7½  | 6   |
| 03.        | Barbican Chess Club II. Mannschaft           | 1   | 4   |     | 3   | 5   | 4½  | 5½  | 5   |
| 04.        | e2e4.org.uk                                  | 2½  | 0   | 5   |     | 4½  | 4½  | 2½  | 4½  |
| 05.        | The ADs                                      | 0   | 1½  | 3   | 3½  |     | 4½  | 5   | 4   |
| 06.        | Blackthorne Russia                           | 2   | 2½  | 3½  | 3½  | 3½  |     | 5½  | 4½  |
| 07.        | Anglian Avengers                             | 3   | ½   | 2½  | 5½  | 3   | 2½  |     | 4   |
| 08.        | Bristol                                      | 1   | 2   | 3   | 3½  | 4   | 3½  | 4   |     |

### Pool B
In der zweiten Gruppe war vor letzten Runde als einzige Mannschaft der Cheddleton and Leek Chess Club sicher für den Championship Pool qualifiziert, um den übrigen drei Plätze stritten noch die erste Mannschaft des Barbican Chess Club, White Rose Chess, der Vorjahresaufsteiger Jutes of Kent und die zweite Mannschaft der Wood Green Hilsmark Kingfisher. Am Ende hatte Wood Greens zweite Mannschaft das Nachsehen und musste ebenso wie der Cambridge University Chess Club, die aus der Division 2 aufgestiegene zweite Mannschaft von Guildford A&DC und Oxford im Demotion Pool antreten. Die besten Ausgangspositionen für den Championship Pool erspielten sich Barbicans erste Mannschaft und Cheddleton, die mit je 4:2 Punkten in die Endrunde starteten, während Jutes of Kent und White Rose je 2:4 Punkte in die Endrunde übernahmen.
In den Demotion Pool übernahm Cambridge 6:0 Punkte, die übrigen Beteiligten je 2:4 Punkte.

#### Abschlusstabelle
| Pl. | Verein                                        | Sp | G | U | V | MP   | Brett-P.  |
| --- | --------------------------------------------- | -- | - | - | - | ---- | --------- |
| 01. | Barbican Chess Club I. Mannschaft             | 7  | 5 | 0 | 2 | 10:4 | 32,5:23,5 |
| 02. | Cheddleton and Leek Chess Club                | 7  | 5 | 0 | 2 | 10:4 | 32,5:23,5 |
| 03. | Jutes of Kent (N)                             | 7  | 4 | 0 | 3 | 8:6  | 29,5:26,5 |
| 04. | White Rose Chess                              | 7  | 4 | 0 | 3 | 8:6  | 29,0:27,0 |
| 05. | Wood Green Hilsmark Kingfisher II. Mannschaft | 7  | 3 | 0 | 4 | 6:8  | 28,5:27,5 |
| 06. | Cambridge University Chess Club               | 7  | 3 | 0 | 4 | 6:8  | 25,0:31,0 |
| 07. | Guildford A&DC II. Mannschaft (N)             | 7  | 2 | 0 | 5 | 4:10 | 23,5:32,5 |
| 08. | Oxford                                        | 7  | 2 | 0 | 5 | 4:10 | 23,0:33,0 |

#### Entscheidungen
|     | Teilnehmer am Championship Pool: Barbican Chess Club I. Mannschaft, Cheddleton and Leek Chess Club, Jutes of Kent, White Rose Chess                |
|     | Teilnehmer am Demotion Pool: Wood Green Hilsmark Kingfisher II. Mannschaft, Cambridge University Chess Club, Guildford A&DC II. Mannschaft, Oxford |
| (N) | Aufsteiger der letzten Saison |

#### Kreuztabelle
| Ergebnisse | Ergebnisse                                    | 01. | 02. | 03. | 04. | 05. | 06. | 07. | 08. |
| ---------- | --------------------------------------------- | --- | --- | --- | --- | --- | --- | --- | --- |
| 01.        | Barbican Chess Club I. Mannschaft             |     | 3½  | 5   | 4½  | 2   | 5½  | 6½  | 5½  |
| 02.        | Cheddleton and Leek Chess Club                | 4½  |     | 2½  | 4½  | 5   | 6½  | 6   | 3½  |
| 03.        | Jutes of Kent                                 | 3   | 5½  |     | 3½  | 3½  | 4½  | 4½  | 5   |
| 04.        | White Rose Chess                              | 3½  | 3½  | 4½  |     | 5   | 4½  | 3½  | 4½  |
| 05.        | Wood Green Hilsmark Kingfisher II. Mannschaft | 6   | 3   | 4½  | 3   |     | 3½  | 5   | 3½  |
| 06.        | Cambridge University Chess Club               | 2½  | 1½  | 3½  | 3½  | 4½  |     | 4½  | 5   |
| 07.        | Guildford A&DC II. Mannschaft                 | 1½  | 2   | 3½  | 4½  | 3   | 3½  |     | 5½  |
| 08.        | Oxford                                        | 2½  | 4½  | 3   | 3½  | 4   | 3   | 2½  |     |

Anmerkung: Im Wettkampf zwischen Wood Green Hilsmark Kingfishers zweiter Mannschaft und Oxford wurde Wood Green wegen einer kampflosen Niederlage ein halber Punkt abgezogen. Der Wettkampf wurde mit 2:0 Mannschaftspunkten für Oxford gewertet.

## Endrunde

### Championship Pool
Die Ergebnisse der Vorrunde ließ die Wood Green Hilsmark Kingfisher bereits mit zwei Punkten Vorsprung starten. Sie setzten ihre Siegesserie fort und standen schon vor der letzten Runde als Meister fest.

#### Abschlusstabelle
| Pl. | Verein                                       | Sp | G | U | V | MP   | Brett-P.  |
| --- | -------------------------------------------- | -- | - | - | - | ---- | --------- |
| 01. | Wood Green Hilsmark Kingfisher I. Mannschaft | 7  | 7 | 0 | 0 | 14:0 | 42,5:13,5 |
| 02. | Guildford A&DC I. Mannschaft                 | 7  | 4 | 1 | 2 | 9:5  | 35,5:20,5 |
| 03. | White Rose Chess                             | 7  | 4 | 0 | 3 | 8:6  | 30,5:25,5 |
| 04. | Cheddleton and Leek Chess Club               | 7  | 4 | 0 | 3 | 8:6  | 26,5:29,5 |
| 05. | Barbican Chess Club I. Mannschaft            | 7  | 3 | 1 | 3 | 7:7  | 28,5:27,5 |
| 06. | Jutes of Kent (N)                            | 7  | 2 | 1 | 4 | 5:9  | 23,0:33,0 |
| 07. | Barbican Chess Club II. Mannschaft           | 7  | 0 | 3 | 4 | 3:11 | 20,5:35,5 |
| 08. | e2e4.org.uk                                  | 7  | 1 | 0 | 6 | 2:12 | 17,0:39,0 |

#### Entscheidungen
|     | Britischer Meister: Wood Green Hilsmark Kingfisher I. Mannschaft |
| (N) | Aufsteiger der letzten Saison                                    |

#### Kreuztabelle
| Ergebnisse | Ergebnisse                                   | 01.  | 02.  | 03.  | 04.  | 05.  | 06.  | 07. | 08.  |
| ---------- | -------------------------------------------- | ---- | ---- | ---- | ---- | ---- | ---- | --- | ---- |
| 01.        | Wood Green Hilsmark Kingfisher I. Mannschaft |      | (5½) | 4½   | 7    | 5½   | 7½   | (7) | (5½) |
| 02.        | Guildford A&DC I. Mannschaft                 | (2½) |      | 3½   | 6½   | 5    | 6    | (4) | (8)  |
| 03.        | White Rose Chess                             | 3½   | 4½   |      | (3½) | (3½) | (4½) | 5½  | 5½   |
| 04.        | Cheddleton and Leek Chess Club               | 1    | 1½   | (4½) |      | (4½) | (2½) | 6   | 6½   |
| 05.        | Barbican Chess Club I. Mannschaft            | 2½   | 3    | (4½) | (3½) |      | (5)  | 4   | 6    |
| 06.        | Jutes of Kent                                | ½    | 2    | (3½) | (5½) | (3)  |      | 4   | 4½   |
| 07.        | Barbican Chess Club II. Mannschaft           | (1)  | (4)  | 2½   | 2    | 4    | 4    |     | (3)  |
| 08.        | e2e4.org.uk                                  | (2½) | (0)  | 2½   | 1½   | 2    | 3½   | (5) |      |

Anmerkung: Eingeklammerte Ergebnisse sind aus der Vorrunde übernommen.

### Demotion Pool
Im Demotion Pool standen mit Oxford, Bristol und den Anglian Avengers drei Absteiger schon vor der letzten Runde fest, während die zweite Mannschaft von Guildford A&DC, Blackthorne Russia und The ADs noch um die beiden rettenden Plätze 11 und 12 kämpften. Am Ende musste The ADs nach einer Schlussrundenniederlage absteigen.

#### Abschlusstabelle
| Pl. | Verein                                        | Sp | G | U | V | MP   | Brett-P.  |
| --- | --------------------------------------------- | -- | - | - | - | ---- | --------- |
| 09. | Cambridge University Chess Club               | 7  | 7 | 0 | 0 | 14:0 | 35,5:20,5 |
| 10. | Wood Green Hilsmark Kingfisher II. Mannschaft | 7  | 5 | 0 | 2 | 10:4 | 35,5:20,5 |
| 11. | Guildford A&DC II. Mannschaft (N)             | 7  | 4 | 1 | 2 | 9:5  | 34,0:22,0 |
| 12. | Blackthorne Russia                            | 7  | 3 | 1 | 3 | 7:7  | 31,0:25,0 |
| 13. | Oxford                                        | 7  | 3 | 1 | 3 | 7:7  | 25,5:30,5 |
| 14. | The ADs                                       | 7  | 2 | 2 | 3 | 6:8  | 23,0:33,0 |
| 15. | Bristol (N)                                   | 7  | 0 | 2 | 5 | 2:12 | 20,0:36,0 |
| 16. | Anglian Avengers (N)                          | 7  | 0 | 1 | 6 | 1:13 | 19,0:37,0 |

#### Entscheidungen
|     | Absteiger in die Division 2: Oxford, The ADs, Bristol, Anglian Avengers |
| (N) | Aufsteiger der letzten Saison                                           |

#### Kreuztabelle
| Ergebnisse | Ergebnisse                                    | 09.  | 10.  | 11.  | 12.  | 13.  | 14.  | 15.  | 16.  |
| ---------- | --------------------------------------------- | ---- | ---- | ---- | ---- | ---- | ---- | ---- | ---- |
| 09.        | Cambridge University Chess Club               |      | (4½) | (4½) | 4½   | (5)  | 6    | 5½   | 5½   |
| 10.        | Wood Green Hilsmark Kingfisher II. Mannschaft | (3½) |      | (5)  | 5    | (3½) | 7    | 5½   | 6    |
| 11.        | Guildford A&DC II. Mannschaft                 | (3½) | (3)  |      | 4    | (5½) | 5½   | 6    | 6½   |
| 12.        | Blackthorne Russia                            | 3½   | 3    | 4    |      | 7    | (3½) | (4½) | (5½) |
| 13.        | Oxford                                        | (3)  | (4)  | (2½) | 1    |      | 4    | 6½   | 4½   |
| 14.        | The ADs                                       | 2    | 1    | 2½   | (4½) | 4    |      | (4)  | (5)  |
| 15.        | Bristol                                       | 2½   | 2½   | 2    | (3½) | 1½   | (4)  |      | (4)  |
| 16.        | Anglian Avengers                              | 2½   | 2    | 1½   | (2½) | 3½   | (3)  | (4)  |      |

Anmerkung: Eingeklammerte Ergebnisse sind aus der Vorrunde übernommen.

## Die Meistermannschaft
| 1.            | Wood Green Hilsmark Kingfisher |
| Schachfiguren | Michael Adams, Luke McShane, David Howell, Jonathan Rowson, Nicholas Pert, Alexander Baburin, Stephen Gordon, Jonathan Speelman, John Emms, Pia Cramling, Bogdan Lalić, Neil McDonald, Andrew Greet, Chris Ward, Ketewan Arachamia-Grant, Lawrence Trent. |